# Бій в Лігурійському морі
Бій в Лігурійському морі — бій, що відбувся 18 березня 1945 року між німецькими та британськими кораблями в Генуезькій затоці. Останній бій надводних кораблів у Середземному морі під час Другої світової війни і один з останніх боїв надводних кораблів в історії Крігсмаріне.

## Передумови
Після капітуляції Італії і її окупації німецькими військами Крігсмаріне із захоплених італійських кораблів організувала декілька флотилій, які продовжувати діяти в Середземному морі.
В Генуї базувалась 10-та флотилія, якою з листопада 1944 року командував капітан III рангу Франц Буркарт.
Через брак палива і постійні атаки авіації союзників німецькі кораблі рідко виходили в море.

## Хід бою
В ніч з 17 на 18 березня 1945 року командування вирішило провести постановку мін в Лігурійському морі на північному заході від Корсики. На цей час у складі флотилії залишилось лише 3 кораблі: міноносці «TA 24», «TA 29» (колишні італійські «Артуро» та «Ерідано») та есмінець «TA 32».
Кораблі успішно поставили 132 міни та повертались в Геную. Коли вони були за 20 миль на північ від мису Корс, їх помітив радар союзників у Ліворно.
У даному районі патрулювали 4 есмінці союзників: французькі «Баск» і «Темпет» та британські «Лукаут» і «Метеор».
Командувач з'єднання капітан I рангу Мораззані (фр. André Léon Jean Marie Morazzani) наказав британським кораблям йти на перехоплення, а сам повів повільніші французькі кораблі на схід, щоб прикрити конвой, який наближався до мису Корс.
О 03:01 «Лукаут» встановив радіолокаційний контакт з німецькими кораблями, які рухались кільватерною колоною зі швидкістю 20 вузлів. Він збільшив швидкість і о 03:10 відкрив вогонь з дистанції 25 кбт, а за 2 хвилини випустив торпеди.
Міноносці «TA 24» і «TA 29» зазнали пошкоджень внаслідок ворожого вогню. «TA 29» вийшов з лінії, решта кораблів стали відходити у північному напрямку.
Британці зосередили свій вогонь на пошкодженому «TA 29» з відстані в одну милю, який кружляв та описував циркуляцію, при цьому безперервно вів вогонь по британському кораблю. Але «TA 29» зміг лише раз влучити в «Лукаут» 20-мм снарядом, не завдавши йому особливих пошкоджень, натомість сам зазнав влучань більше, ніж 40 снарядів і о 04;20 затонув. Загинуло 20 членів екіпажу.
О 03:52 радар «Метеора» помітив інші німецькі кораблі і відкрив вогонь з дистанції 4 милі. Майже зразу він досягнув влучання у «TA 24», а потім дав залп торпедами, одна з яких влучила в німецький корабель.
О 04:05 «TA 24» вибухнув та затонув. Загинуло 30 членів екіпажу.
Під час постановки мін радіолокатор на «TA 32» був виключений, щоб не бути поміченим. На зворотному шляху «TA 32» втратив контакт з іншими кораблями, але капітан Копка не повідомив про це командувача флотилії Буркарта, який перебував на «TA 24». В результаті, під час бою найсильніше озброєний німецький корабель виявився в стороні, і весь удар прийняли на себе слабші міноносці.
«TA 32» здійснив декілька пострілів у бік противника, а згодом випустив торпеди, які не влучили у ціль. У ході бою на «TA 32» заклинило стерно, і він, описавши велику циркуляцію, зник з екранів радарів противника, уникнувши знищення.
Британці підібрали 244 німецьких моряків, у тому числі командувача флотилії Франца Буркарта.